# 103 Virginis
103 Virginis är en vit underjätte i Jungfruns stjärnbild.
Stjärnan har visuell magnitud +6,82 och kräver fältkikare för att kunna observeras. Den befinner sig på ett avstånd av ungefär 350 ljusår.